# Panthea pallescens
Panthea pallescens är en fjärilsart som beskrevs av Mcdunnough 1937. Panthea pallescens ingår i släktet Panthea och familjen Pantheidae. Inga underarter finns listade i Catalogue of Life.